# Almeria rubrotincta
Almeria rubrotincta là một loài bướm đêm trong họ Geometridae.